# 清水みぽん
清水みぽんはもえしょくプロジェクトの公募によって誕生した静岡県静岡市清水区にある三保の松原の擬人化ご当地キャラクター。

## 来歴
萌えキャラクター×食・職人をテーマにした企業や町を盛り上げるためのキャラクターを公募形式で製作する『もえしょくプロジェクト』にて2013年7月5日より8月20日までの期間で静岡県静岡市清水区の印刷業、株式会社エスクリエイトより公募された、『三保の松原擬人化』のグランプリとしてキャラクターデザインが決まったが、それから約1年半活動は行っておらず、2015年3月3日に名前の公開と同時にご当地キャラクターとして公開された。　
Twitter、FacebookなどSNSの活動が主であるが、キャラクターイベントにも参加している。

## 設定
清水みぽんの外見的デザインは、日本全土に伝わる三保の松原の羽衣伝説の天女をモチーフにされており、プロフィールでは羽衣伝説の天女の孫であり、天女見習いとされている。
サブカルチャー好きを公言しており、SNSでの投稿もマニアックなパロディネタをよく発信している。